# Leishmania
Leishmania – rodzaj pasożytniczych pierwotniaków należący do rodziny świdrowców (Trypanosomatidae).
Należą tutaj następujące gatunki:
- Leishmania aethiopica
- Leishmania archibaldi
- Leishmania braziliensis[1]
- Leishmania chagasi
- Leishmania donovani
- Leishmania infantum
- Leishmania major
- Leishmania mexicana[1]
- Leishmania peruviana[1]
- Leishmania tropica